# La calle de las sirenas
La calle de las sirenas es el segundo álbum del grupo pop mexicano Kabah y considerado más exitoso; siendo producido por el empresario musical Marco Flores. El disco vendió cerca de 2,3 millones de copias y, hasta la actualidad cuenta con 11,5 millones de copias vendidas y con 3 millones de oyentes en plataformas digitales.
La canción fue escrita principalmente por Gerardo Fitte y Marco Flores, con la colaboración de los miembros de Kabah, al comienzo la letra fue desechada por infantil, pero Fitte les animo al grupo diciéndoles que la canción sería "el parte aguas"; la canción fue éxito, cada integrante recibió 2 500 dólares y Fitte la autoría.
Este le permitió al grupo de la Ciudad de México ser reconocido no solamente en México, sino también en países de Centroamérica, Sudamérica, Estados Unidos y Japón.
El primer sencillo homónimo, se considerado un clásico en la música pop latinoamericano, el cual fue producido y remasterizado por el empresario y miembro de Grammy Academia, Carlos Prizzi (incluido el videoclip oficial de la canción) el cual obtuvo varios premios MTV.[cita requerida]
Se lanza como segundo sencillo Vive, el cual logró tomar nuevamente los primeros lugares en las listas de sencillos en México. El tercer sencillo fue Fuego de gloria (tema de Televisa para los Juegos Olímpicos de Atlanta), El cuarto sencillo fue Estaré, considerado por algunos aficionados como una secuela de la canción Al Pasar. Más adelante se hizo una reedición para incluir el tema Amor de estudiante (Tema de la serie Mi generación de Televisa) y El último sencillo de este disco fue Juntos.

## Lista de canciones del álbum.
| N.º | Título                                  | Duración |  |
| 1.  | «*La calle de las sirenas.»             | 3:52     |  |
| 2.  | «*Amor por amor.»                       | 3:56     |  |
| 3.  | «*Vivir.»                               | 4:09     |  |
| 4.  | «*Siempre hay una solución.»            | 3:49     |  |
| 5.  | «*Vive.»                                | 3:39     |  |
| 6.  | «*Sin ti yo no.»                        | 3:09     |  |
| 7.  | «*Juntos.»                              | 4:40     |  |
| 8.  | «*Fuego de gloria.»                     | 3:42     |  |
| 9.  | «*Estaré.»                              | 4:07     |  |
| 10. | «*Amor, paz Y entendimiento.»           | 3:24     |  |
| 11. | «*Tu risa genial.»                      | 3:51     |  |
| 12. | «*Amor de estudiante (amor de verano).» | 3:51     |  |

## Lista de sencillos del álbum.
1. Fuego de gloria.
2. La calle de las sirenas.
3. Vive.
4. Estaré.
5. Juntos.
6. Amor de estudiante (amor de verano).

## Logros
El tema La calle de las sirenas tuvo éxito internacional, fue traducida al japonés por el grupo Tin Pan Market como Happy Sunshine, y al portugués por la cantante brasileña Yasmin Lucas como Na Rua dos bruxinhos. La banda fue reconocida con la misma no solo en México, sino en todo Centroamérica, Sudamérica y en los Estados Unidos y estuvo en la posición 67 de Las 100 grandiosas canciones de los 90s en español de VH1.  
El tercer sencillo Fuego de gloria, fue incluido en la teleserie Oro Verde, transmitida en 1997 por Televisión Nacional de Chile.